# José de Sousa Faria
José de Sousa Faria (Vila Nova de Gaia, 1851– Porto, 25 de Agosto de 1934) foi um empresário português, provedor da Ordem da Santíssima Trindade, da Ordem da Venerável Irmandade de Nossa Senhora da Lapa, e cônsul do Uruguai (1913 - 1934) na cidade do Porto. Foi também o fundador da Companhia de Seguros Argus. Personalidade de relevância no norte do país, José de Sousa Faria foi um dos impulsionadores do desenvolvimento económico da cidade do Porto, entre as décadas de 80 e 90 do século XIX e nas três primeiras décadas do século XX.

## Biografia
José de Sousa Faria nasceu em Vila Nova de Gaia no ano de 1851, no distrito do Porto, filho de Bernardo Sousa Faria e Ana Isabel. Cresceu entre Vila Nova de Gaia e Porto, onde se formou. Teve sempre um grande fascínio pelo mar, o que o levou a abrir a sua própria companhia, a firma marítima José de Sousa Faria, com sede no nº 75 (nos primeiros anos) e depois no nº 85, no Muro dos Bacalhoeiros, Porto.
A firma de navegação José de Sousa Faria tinha o seu próprio iate — Américo Sousa Faria. Fazia transporte de mercadoria e de passageiros. Era também agente de representação de outras firmas de navegação, tais como a de Alberto R. Coutinho & Cª, e A Empresa de Navegação por vapor para o Algarve e Guadiana, de Alonso Gomes & Cª.

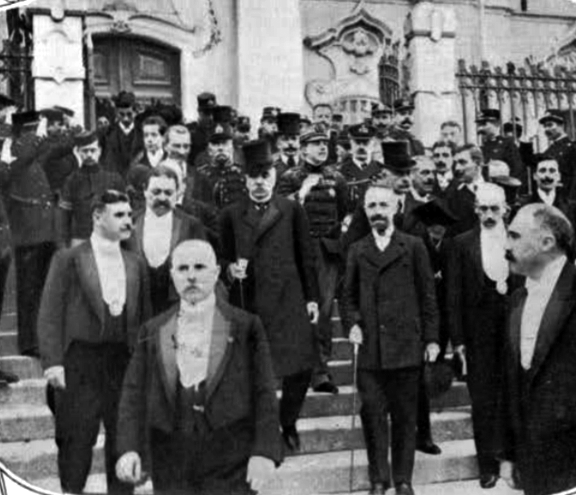
Dignitários, entre eles o comendador José de Sousa Faria (à frente no lado esquerdo) recebem o rei D. Manuel II na Igreja da Lapa. Novembro de 1908.

A par da firma marítima, José de Sousa Faria foi benemérito da Ordem da Santíssima Trindade, onde exerceu funções de provedor. Mais tarde exerceu também o cargo de provedor da Ordem da Venerável Irmandade de Nossa Senhora da Lapa, onde contribuiu com elevadas somas e capitais para melhoramento do Hospital da Lapa. Recebeu várias condecorações e o título de comendador pelos seus serviços sociais e económicos prestados. Destacam-se também as condecorações por coragem, abnegação e humanidade no socorro a náufragos, filantropia e caridade. 
Em 1907 fundou a Companhia de Seguros Argus, onde exerceu o cargo de diretor até ao seu falecimento em 1934.
Em novembro de 1908, fez parte dos dignitários que receberam o rei D. Manuel II na Ordem da Venerável Irmandade de Nossa Senhora da Lapa, nos dias em que o rei fez uma digressão pelo norte do país.

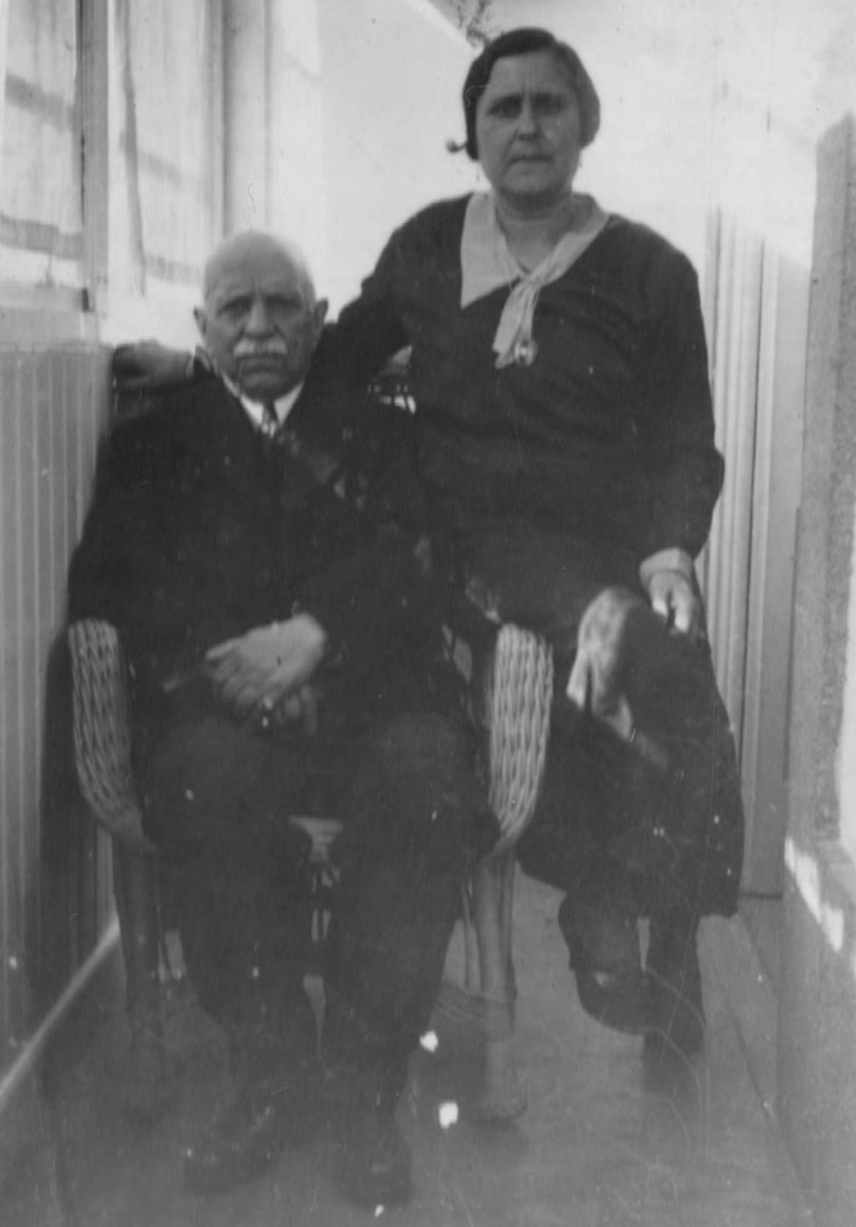
Comendador José de Sousa Faria e a esposa Florinda Soares Pereria Faria em 1933.

A 10 de novembro de 1913, foi nomeado cônsul do Uruguai, na cidade do Porto, onde ficou responsável pela gerência do consulado.
José de Sousa Faria foi casado duas vezes. A primeira com Emília Rosa Paredes Faria, com quem teve dois filhos: Elvira de Sousa Faria e Américo de Sousa Faria. Ficou viúvo em 1889 e passados uns anos casou com Florinda Soares Pereira Faria, de quem teve três filhos: Celeste de Sousa Faria, Fernanda de Sousa Faria, e José de Sousa Faria Júnior.
José de Sousa Faria faleceu às 21h30 do dia 25 de agosto do ano de 1934, vítima de colapso cardíaco. Tinha 83 anos.

## Curiosidades
José de Sousa Faria foi um dos primeiros portuenses a adquirir um carro na cidade do Porto, no início do século XX. 
Era sócio da revista O Vegetariano, órgão oficial da Sociedade Vegetariana de Portugal e da Sociedade Naturista Portuguesa, sediada na cidade do Porto, e que promovia a nutrição saudável para vegetarianos e simpatizantes deste regime dietético.

## Legado

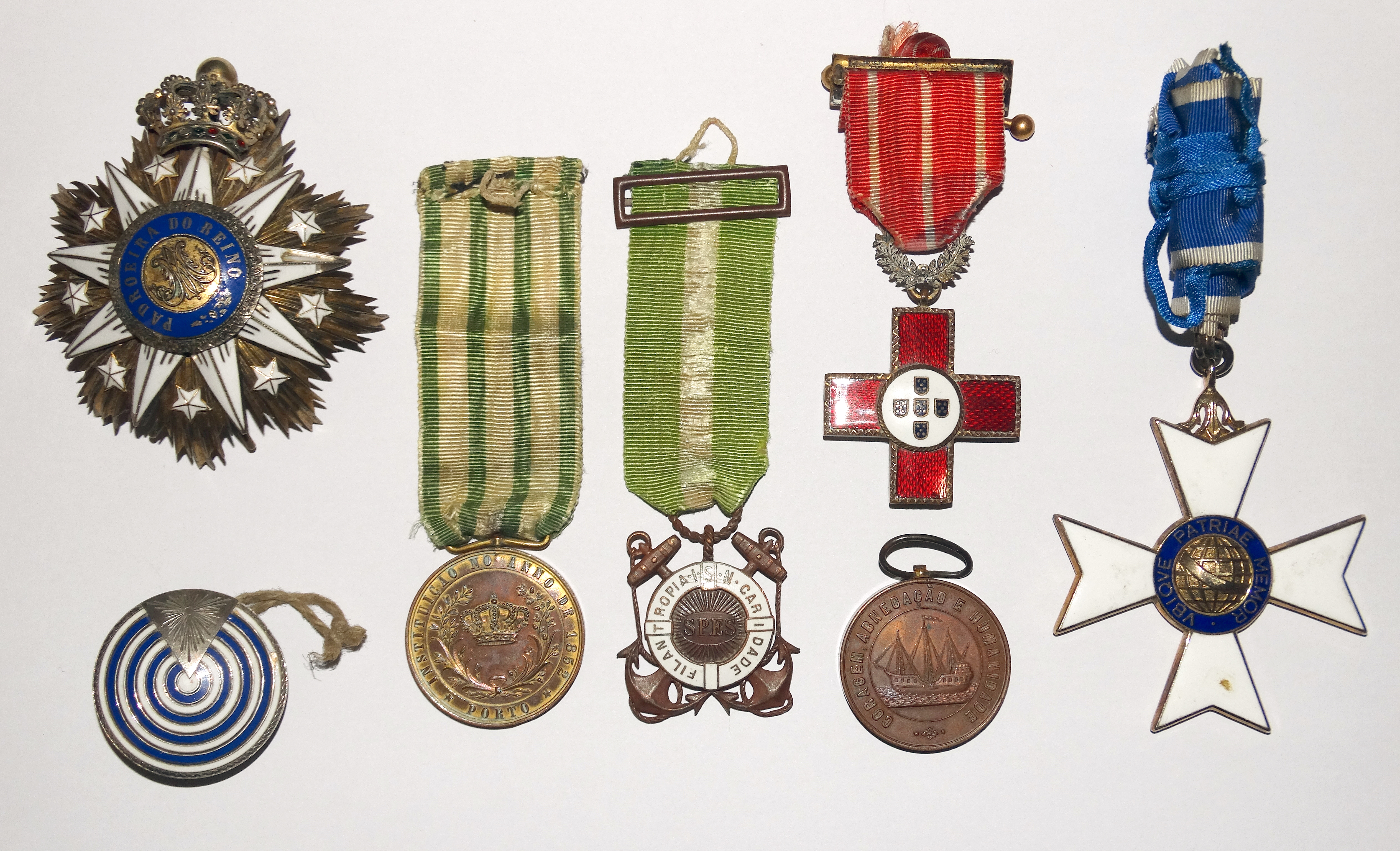
Conjunto de medalhas e condecorações do Comendador José de Sousa Faria, incluindo a medalha de "Coragem, Abnegação e Humanidade" no Socorro a Náufragos.

José de Sousa Faria foi uma distinta personalidade no mundo empresarial de Portugal e impulsionador da economia no norte do país. A sua obra benemérita ainda está presente na Ordem da Santíssima Trindade e na Ordem da Venerável Irmandade de Nossa Senhora da Lapa, no Porto.
Um dos seus retratos, pintado a óleo no final do seculo XIX, integra a Sala dos Quadros da Igreja da Lapa, ao lado do seu filho, comendador José de Sousa Faria Júnior (1913-2003), que também foi benemérito, irmão de 1ª Classe e provedor da Ordem da Venerável Irmandade de Nossa Senhora da Lapa, já no século XX.
O seu legado é atualmente preservado pelos seus trinetos Francisco Silva e André Silva.